# Ateneo Universitario San Paciano
El Ateneo Universitario San Paciano es una institución educativa eclesiástica española de grado superior, cuyo objetivo es el estudio de las ciencias eclesiásticas y las ciencias que se relacionan con ellas.

## Historia
Está promovida por el Arzobispado de Barcelona y se erigió canónicamente mediante un Decreto de la Congregación para la Educación Católica del 1 de octubre de 2015, por medio del cardenal Giuseppe Versaldi, prefecto de la Congregación.
Con la creación del Ateneo se dio respuesta a la petición que efectuó el Cardenal Arzobispo Lluís Martínez i Sistach en la Santa Sede de aglutinar bajo un mismo ente universitario las tres facultades eclesiásticas que ya existían en la ciudad de Barcelona: la Facultad de Teología de Cataluña (1968), la Facultad de Filosofía de Cataluña (1990), Facultad Antonio Gaudí de Historia, Arqueología y Artes Cristianas (2014). Por otro lado, el Ateneo cobija, mediante la Facultad de Teología, otras nueve instituciones del resto de Cataluña, que quedan conectadas estrechamente con él: el Instituto de Teología Fundamental, el Instituto Superior de Liturgia de Barcelona, el Centro de Estudios Teológicos de Mallorca y los Institutos Superiores de Ciencias Religiosas de Barcelona, Tarragona, Gerona, Lérida, Mallorca, Tarragona y Vic. Todas ellas han sido erigidas por la Santa Sede, dependen y se rigen por la Constitución Apostólica Sapientia Christiana (1980) y otras instrucciones pontificias.
El 11 de junio de 2020 se incorpora a la estructura del Ateneo Universitario una nueva institución, el Instituto de Liturgia ad instar Facultatis, es decir, con rango de facultad.